# Fawsley
Fawsley est une paroisse civile et un hameau du Northamptonshire, en Angleterre.